# L'Alleanza Nazionale
L'Alleanza Nazionale (in inglese: The National Alliance - TNA) è un partito politico liberale fondato in Kenya nel 2000.
Alle ultime elezioni generali del 2013 ha sostenuto Uhuru Kenyatta, che è divenuto Presidente; alle elezioni legislative ha conseguito 89 seggi su 349.